# Stenocercus doellojuradoi
Stenocercus doellojuradoi är en ödleart som beskrevs av  Wilhelm Freiberg 1944. Stenocercus doellojuradoi ingår i släktet Stenocercus och familjen Tropiduridae. Inga underarter finns listade i Catalogue of Life.